# هرم مسدس
في الهندسة الرياضية، الهرم المُسدَّس هو هرم قاعدته سداسي أضلاع، تُقام عليه ستة أوجه مثلثية تلتقي في نقطة واحدة تُعرف بالقمة. وكما هو الحال مع أي هرم، فإن له ثنويًا ذاتيًا.

## الخصائص
يملك الهرم المسدس سبع رؤوس، واثني عشر ضلعًا، وسبعة أوجه. أحد هذه الأوجه هو سداسي أضلاع يُمثّل قاعدة الهرم، أما الأوجه الستة الأخرى فهي مثلثات. يشكل ستة من الأضلاع المضلع السداسي عبر ربط رؤوسه الستة، أما الأضلاع الستة الأخرى فهي ما يُعرف بـ"الأضلاع الجانبية" للهرم، وتلتقي في الرأس السابع الذي يُدعى القمة.
كما هو الحال مع غيره من الأهرام القائمة ذات قاعدة متعددة أضلاع منتظمة، فإن لهذا الهرم تناظر هرمي ‏ من  الزمرة الدورية {\displaystyle C_{6\mathrm {v} }}: يبقى الهرم دون تغيير عند تدويره بزاوية واحدة، أو اثنتين، أو ثلاث، أو أربع، أو خمس من أصل ستة أجزاء لدورة كاملة حول التناظر المحوري، أي الخط الواصل بين القمة ومركز القاعدة. كما أن له تناظر انعكاسي بالنسبة لأي مستوى عمودي يمر بمنصف قاعدة الهرم. يمكن تمثيله أيضًا باستخدام بيان عجلي {\displaystyle W_{6}}؛ وعمومًا، فإن البيان العجلي النوني {\displaystyle W_{n}} يمثّل هيكل هرم ذي {\displaystyle n}- أضلاع في قاعدته. ويُعد ثنويًا ذاتيًا، أي أن الثنوي الخاص به هو الهرم المسدس نفسه.